# Крстулович, Дуе
Дуе Крстулович (род. 5 февраля 1953, Сплит) — югославский баскетболист, чемпион и призёр чемпионатов Европы, чемпион мира и Олимпийских игр.

## Карьера
В 1977 году Крстулович в составе сборной Югославии стал чемпионом Европы. В 1978 году выиграл золото чемпионата мира в Маниле. В 1979 году стал бронзовым призёром чемпионата Европы в Италии. На летних Олимпийских играх 1980 года в Москве югославские баскетболисты стали олимпийскими чемпионами.